# Тасманит (минерал)
Тасмани́т, или «тасманийский янтарь» (от англ. tasmanite, тасманийский; в исходном смысле слова — «обнаруженный в Тасмании») — редкий региональный минералоид, окаменевшая ископаемая органическая смола буро-красноватого цвета с острова Тасмания, образующаяся в некоторых месторождениях материнской породы (тасманита) и известная под таким же названием: тасманит.:376
Найденный в битумизированных сланцах на берегу реки Ме́рси (северная Тасмания), этот минерал был исследован и описан в 1865 году профессором А. Дж. Чёрчем. Между тем, полупрозрачный тасманит образуется не повсюду, где есть залежи одноимённой осадочной породы, а только в некоторых пластах. В последующие полтора века о тасманийском янтаре почти не появлялось новых свидетельств.

## Происхождение
Материнская порода, также называемая тасманитом, сама по себе представляет собой особый тип осадочных пород органического происхождения, распространённый не только в Тасмании или Австралии, но также — по всему земному шару. Тасманит как горная порода представляет собой типичный горючий сланец, липтобиолит-сапропелит с очень высоким содержанием углерода, образованный из позднепермских и карбоновых отложений одноклеточных водорослей. По внешнему виду тасманит — окаменевшая аморфная масса, в большом количестве содержащая остатки спор (цист) и пыльцы. В чистом виде тасманит почти нацело состоит из сплющенных и спрессованных оболочек микроспор. Исходным образующим веществом является некрома солоноватоводных морских водорослей из рода Тасманитес. Цвет разностей всегда тёмный, смешанный, тональность изменяется в зависимости от местоположения в диапазоне от серо-коричневого до чёрного; благодаря высокому содержанию спор большинство образцов кажется словно бы покрытыми жёлтой пыльцой. Такая же картина видна и на изломе тасманита.:151

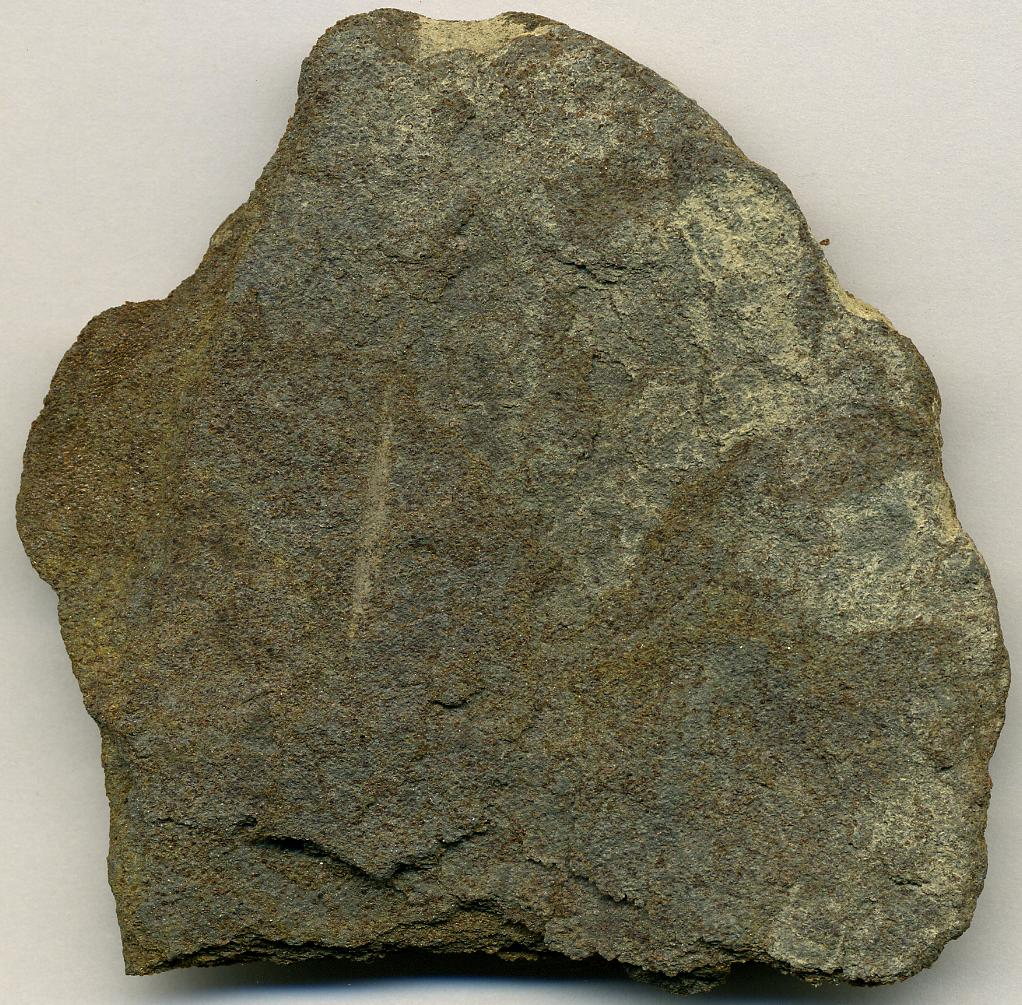
Образец материнской породы

Тасманит отличается очень высокой однородностью состава, он состоит почти исключительно из органического вещества, спрессованных оболочек микроспор водорослей из рода Tasmanites и, таким образом, может быть отнесён к числу эталонных липтобиолитов. Содержание углерода в чистых образцах с малой погрешностью колеблется возле значения в 81 %. После сгорания тасманита остаётся небольшое количество белой золы, сохраняющей форму первоначального образца.:169 Тасманиты во всём мире относятся к числу богатейших нефтематеринских пород, фактор превращения органического вещества в нефть составляет около 78 %.:44
Тасманит редко образует самостоятельные скопления, большей частью он сопровождает месторождения различных углей автохтонного происхождения, то есть углей, залегающих на месте отложения органического вещества, давшего им начало.:151 Толщина пластов тасманита, как правило, не превышает 1,5 метра, к тому же, не сплошных, а разделённых прослоем осадочных глин.:178 В одном из таких пластов в окрестностях реки Мерси профессор А. Дж. Чёрч и обнаружил в 1864 году полупрозрачные минеральные образования, своим внешним видом напоминающие тёмный красновато-коричневый янтарь.
Обнаруженный пласт тасманитовых сланцев, по словам исследователя, в значительной мере отличался от других месторождений, которые ему приходилось обследовать. Ископаемая смола буро-красноватого цвета гелифицированного вида содержалась здесь не просто в виде вкраплений, а в очень большом количестве, пронизывая буквально весь пласт, что особенно рельефно было заметно на срезе.:376
Вросшие в тасманитовый сланец полупрозрачные красновато-бурые или коричневые разности составляли, в конечном счёте, до 40 % от основной породы и имели вид узких чешуйчатовидных линз, трудно отделимых от основной породы.:317 Известно также, что само это месторождение имело небольшой размер и находилось неподалёку от поймы реки Мерси. Более точное местоположение профессор Чёрч не указывал.

## Свойства и состав

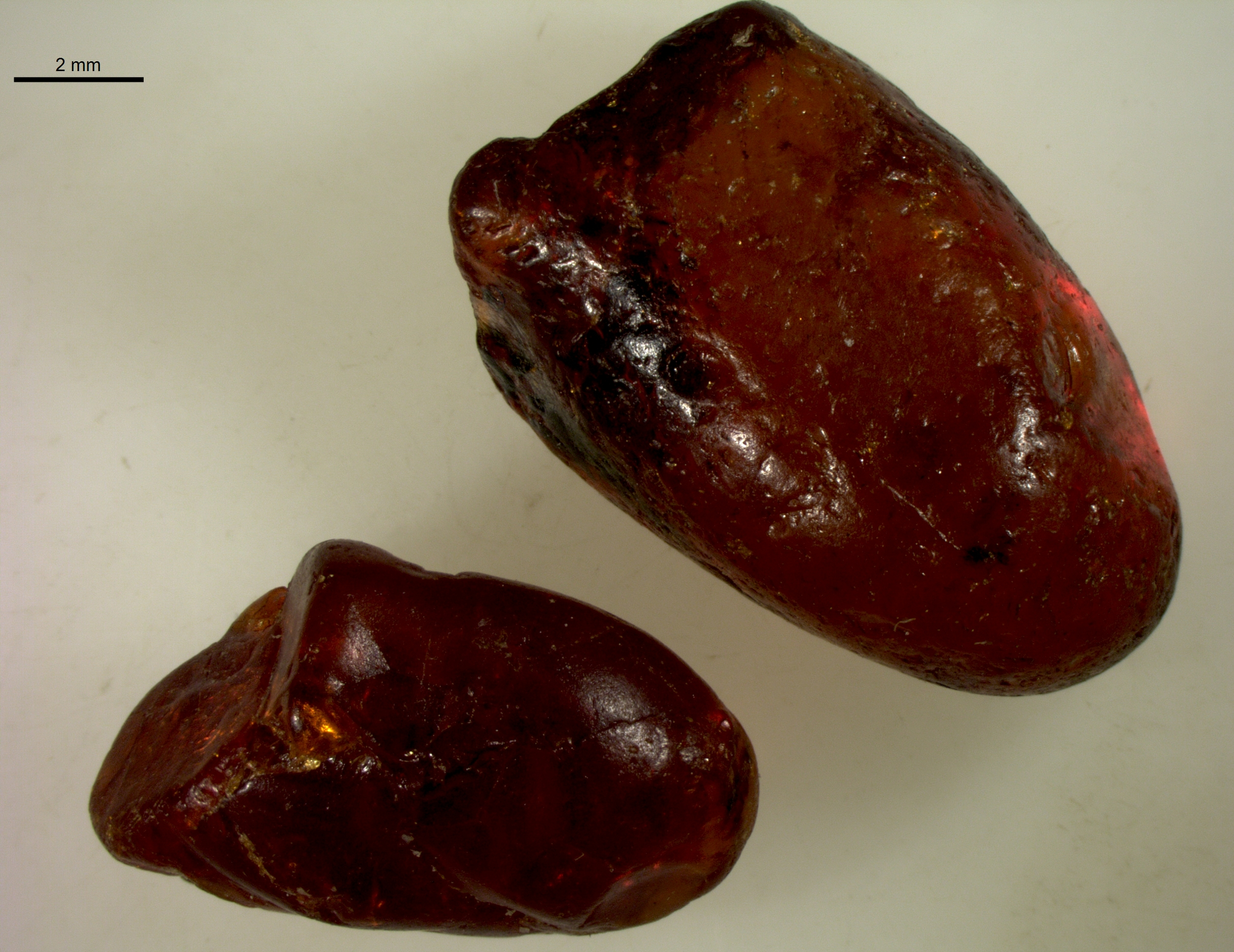
Сахалинский резинит («янтарь»), похожий на тасманит

Описанный под названием тасманит органический минералоид был полупрозрачным даже не в полированном состоянии, резко выделяясь на фоне основной породы. Он имел красновато-бурый или красновато-коричневый цвет и восковидный блеск. Твёрдость по шкале Мооса составляла примерно 2, а плотность значительно превосходила таковую же у янтаря, колеблясь возле значения в 1,8. Излом у минерала был раковистым.:317 Двупреломление, дисперсия и отчётливый плеохроизм отсутствовали.
Профессор А. Дж. Чёрч исследовал также и химический состав, в рамках имевшихся у него возможностей. Как оказалось по результатам исследований, при нагревании минерал легко плавился, издавая сильный запах, вероятно, нефтеподобный. Также тасманит медленно растворялся в соляной кислоте, этиловом спирте и скипидаре. Согласно анализам нескольким проб, минерал содержал 79,34 % углерода, 10,41 % водорода, 4,93 % кислорода и 5,32 % серы, — как видно, приведённые цифры в сумме составляют 100 %. Отсюда была выведена примерная формула тасманита: C40H124O2S. Помимо высокого содержания серы (органических сульфидов), внимание привлекает относительно большой удельный вес этого вещества.:317
Вероятно, включения смолоподобного полупрозрачного тасманита в основную массу тасманитового сланца совсем не обязательно были связаны с присутствием каких-то иных смолосодержащих растительных остатков, кроме образующих породу водорослей из рода Тасманитес. Скорее всего, эффект уплотнения и прояснения минерала имел связь с более глубокой метаморфизацией породы в этом конкретном месте. Как отмечала в сравнительном исследовании конца 1960-х годов немецкий петрограф М. Тейхмюллер, появление красноватого оттенка для липтобиолитов, образованных этой водорослью, характерно на стадии жирного углерода. Микроскопические исследования тонких срезов двух тасманитов из разных месторождений показали, что аляскинские тасманиты, имеющие красноватый отблеск, метаморфизованы в значительно большей степени, чем австралийские, имеющие золотисто-жёлтую окраску слабо «углезированного» липтобиолита.
Принимая во внимание все известные данные, точнее всего было бы определить «тасманийский янтарь» как уплотнённый и частично очищенный инфильтрат, образовавшийся в результате метаморфизации одноимённого позднекарбонового сланца.:193
Несомненно также, что внешнее сходство не случайно: янтарь и тасманит относятся к одной группе липтобилитов, — ископаемых углей, обогащённых наиболее устойчивыми к разложению компонентами растительного вещества: восками, ископаемыми смолами, и другими аналогичными природными соединениями. Кроме янтаря и тасманита, представителями этой группы каустобиолитов является, к примеру, органический минерал фихтелит.:168
С другой стороны, встречающееся в литературе тривиальное название «тасманийский янтарь» не следует воспринимать иначе, чем минералогическую метафору, упрощающую стороннее восприятие малоизвестного объекта. Ископаемые смолы вообще часто называют янтарями, поскольку этот минералоид, несомненно, является самым популярным и известным среди прочих камней органического происхождения. Ископаемые смолы, иные чем настоящий янтарь, иногда также относят к такой категории как ретиниты или резиниты, однако и эти термины не имеют достаточно чёткого определения. Очевидно, что тасманит может фигурировать как особый региональный липтобиолит в ряду специфических названий природных смол различного происхождения, принятых в старой минералогической литературе. К числу таковых, несомненно, относятся симетит (сицилийский янтарь), румынит (румынский янтарь), чемавинит и цедарит (канадские меловые смолы) и многие другие, имеющие статус местных «янтарей».:193